# Les Minikeums
 (avril 2025).
- Si vous ne connaissez pas le sujet, laissez ce bandeau (vous pouvez alors contacter les auteurs).
- Si vous supprimez le contenu mis en cause (vous pouvez préalablement contacter les auteurs),

argumentez précisément cette suppression dans la page de discussion
(un manque de référence n'est pas un argument ; une recherche réelle de référence doit avoir été effectuée, être formellement documentée).
Les Minikeums est une émission de télévision française pour la jeunesse diffusée sur France 3 du 31 mars 1993 au 31 mars 2002. Une deuxième version de l'émission est diffusée du 11 décembre 2017 au 27 août 2021 sur France 4.
Ancien coscénariste des Nuls, Arnold Boiseau pose le principe des Guignols de l'info. Il quitte ensuite l'aventure et crée deux ans plus tard avec Patrice Levallois Les Minikeums, une émission avec des marionnettes similaires à celles des Guignols, mais destinée aux enfants cette fois.
La première version de l'émission est initialement diffusée l'après-midi pendant environ une heure 30. Puis, face à son succès, l'émission change plusieurs fois d'horaires pour durer une puis deux heures, soit de 7 h (8 h à ses débuts) à 9 h puis de 16 h 40 à 17 h 40 en semaine. Les journées de congés scolaires (vacances, mercredis, fins de semaine), elle a parfois monopolisé l'ensemble de la case horaire matinale de 6 h à presque 12 h.
La deuxième version de l'émission est diffusée du lundi au vendredi à partir de 16 h 30, puis parfois le samedi à partir du 28 avril 2018.

## Histoire

### Lancement

Ancien logo des Minikeums du 31 mars 1993 au 3 septembre 2000.

Créés par Arnold Boiseau et Patrice Levallois, les Minikeums furent tout d'abord la caricature des personnages les plus aimés et détestés des enfants. Ces personnages étaient tous imaginés à l'âge de 10 à 13 ans. Tout d'abord au nombre de sept, le succès aidant, une quinzaine de mini célébrités en latex, créées par Alain Duverne, animèrent et encadrèrent le créneau jeunesse des enfants. C'est un concept conçu pour fidéliser le public autour des émissions jeunesse de France 3. Assurant par de courtes scènes les transitions entre deux dessins animés, ils cumulèrent les rôles d'animateurs, de vedettes de la chanson, puis d'acteurs.
Entre deux programmes, les marionnettes faisaient quelques sketches (Taratatouille, Questions sous un lampion…) ; s'ajoutèrent ensuite quelques histoires plus longues avec l'apparition du Cinékeum en 1996 (souvent des pastiches d'œuvres connues). Un long-métrage les mettant en scène, Panikeum sur l'an deux mille, a été diffusé le 31 décembre 1999. Elles ont également enregistré plusieurs chansons, dont un tube, Ma Mélissa, parodie culte (plutôt corrosive pour une émission jeunesse) des boys bands, devenu disque d'or en 1997, qui reste la plus grande marque de leur passage. Une chanson semblait prédire la victoire des Bleus à la Coupe du monde de football de 1998 (On va la gagner), mais se finit en précisant qu'ils parlent de l'amitié internationale que la France gagnera en tant que pays hôte.
Toujours en 1998, un dérivé de l'émission voit le jour : Les Zamikeums, mettent en scène des marionnettes exclusivement "animales" (on y retrouve notamment le koala Léon, déjà présent dans l'émission "classique"). Suspendue au mois de septembre suivant pour des raisons juridiques, cette déclinaison revient en 2000 le temps de quelques semaines.
Pour cette émission, Jean-Marc Lenglen, l'auteur-dialoguiste-scénariste, dit s'être inspiré des gens qui le font rire : « De Charlot à Tati pour la veine visuelle, des frères David et Jerry Zucker à Mel Brooks pour la loufoquerie, une bonne dose de Monty Python et d'humour anglais, un Woody Allen pour les prises de têtes, de de Funès, du Splendid, du Deschamps, parce que l’humour français c’est pas mal non plus, un soupçon de Desproges pour noircir parfois l’humour, un poil de BD pour remplir les cases et puis une larme du côté de chez Queneau ou Perec pour le goût des mots. »

### MNK

Ancien logo de MNK du 4 septembre 2000 au 31 mars 2002.

Malgré un audimat encore présent, 20 % de part du marché de l'époque en moyenne, Ève Baron, nouvelle directrice des programmes jeunesse de France 3 depuis peu, décide de remanier l'émission à partir du 4 septembre 2000. Rebaptisé MNK, le nouvel habillage de l'émission réduit le groupe à six marionnettes (Coco, Vaness, Josy puis Diva, M'sé, Bernard et Zaza) et diminue fortement leur présence à l'écran, notamment en supprimant les sketchs, pour ne les laisser qu'annoncer le programme. Le décor matériel est lui remplacé par un fond en image de synthèse. En coulisse, l'équipe de production est modifiée avec l'apparition de nouvelles voix et de nouveaux auteurs.
Selon Ève Baron, il s'agit d'un « repositionnement » et non une « réduction » : une enquête de France Télévisions montrait que les enfants « se sentaient exclus des histoires » et préféraient « des dialogues plus simples et des échanges plus directs ». La simplification de l'habillage permet, en outre, de réduire le coût de l'émission. Critiqué au sein même de l'équipe de production, le nouvel habillage déçoit également le public.

### Arrêt
Le 1er avril 2002, après près de 4 590 émissions, les Minikeums quittent l'écran, signant la fin de ce que certains, dont Slate, qualifient de Minikeums Génération. Ils sont remplacés par TO3, une des premières émissions jeunesse réalisée intégralement en images de synthèse. L'émission aura donc duré presque dix ans, et a fortement marqué, notamment la jeunesse française, suisse et belge des années 1990. Quelques séquences des Minikeums ont été éditées sous forme de cassettes VHS (Les Minikeums « La vidéo », Les Minikeums font leur Cinékeum, Des Cinékeums à faire peur !!! et Panikeum sur l'an deux mille).

### Génération Minikeums
Après Les Minikeums et MNK, plusieurs programmes ont pris le relais, mais n'ont jamais tenu longtemps (en excluant Ludo) : TO3 (2002-2004), France Truc (2004-2006), Toowam (2006-2009), Ludo du 19 décembre 2009 au 8 décembre 2019 et enfin Okoo dès le 9 décembre 2019. La plupart des anciens fans reprochent à ces émissions de ne jamais avoir atteint la subtilité de l'esprit Minikeums, relativement plus mûr que ses remplaçants et doté de gags moins redondants. Certains vont même plus loin et lancent des pétitions ou envoient des messages à la chaîne afin que les marionnettes réapparaissent. Finalement, les demandes incessantes des nostalgiques sont satisfaites le samedi 23 décembre 2006, vers 8 h, lorsque France 3 diffuse Génération Minikeums, un best of de 26 minutes des Minikeums, dans le cadre de Toowam. Présentée par Coco, l'émission reprend quelques sketchs à succès avec en clôture le Cinékeum  « L'Espion qui cherchait l'amour ». L'audimat aurait été 4,5 fois plus important qu'habituellement à une telle heure en atteignant 20 % d'audience. À la fin de l'émission, Coco promet qu'une deuxième édition aura lieu.
L'émission signe le retour des Minikeums sur le petit écran après quatre ans d'absence. Depuis, Génération Minikeums est diffusée sporadiquement sur France 3, généralement à l'occasion de jours fériés comme Noël et Pâques[réf. souhaitée]. Le lundi 9 avril 2007, un nouveau Génération Minikeums spécial Pâques est diffusé avec en clôture le Cinékeum La GueGuerre de l'espace. Cette fois-ci, l'audience n'aurait pas dépassé plus de 8 % ou 9 % mais soit environ 1,5 fois plus qu'à la même heure dans Toowam, alors que France 3 attendait une mobilisation plus importante. Finalement, France 3 décide de faire un nouveau test de popularité en rediffusant l'émission le mercredi 15 août 2007 afin de mieux évaluer l'audience qui déterminera peut être le retour des Minikeums[réf. souhaitée]. Une troisième édition est diffusée le lundi 24 décembre 2007 clôturée par le cinékeum « Naufrage sur l'Atlantikeum ». Le 24 mars 2008, pour Pâques, le cinékeum « Le Petit Chaperon Rouge Minikeum » est diffusé. Un nouveau Génération Minikeums apparaît le dimanche 13 juillet 2008, clôturé par le cinékeum « Brandy Lover contre les Golops »[réf. souhaitée].
Un cinquième Génération Minikeums est diffusé le lundi 14 juillet 2008, clôturé par le cinékeum « Zorro le justicier masqué ». Une rediffusion de cette dernière a eu lieu le lundi 13 avril 2009. Une rediffusion du troisième Génération Minikeums est passée le vendredi 1er mai 2009. Le vendredi 8 mai 2009, un autre Génération Minikeums inédit a été diffusé aux alentours de 10 h 30 dans Toowam, rediffusé le jeudi 21 mai 2009. Le quatrième Génération Minikeums a été rediffusé le lundi 1er juin 2009.

### Retour
Maxime Guény, journaliste à Média+ et chroniqueur dans Touche pas à mon poste !, annonce le 11 avril 2017 que France Télévisions et Adventure Line Productions préparent le retour des Minikeums pour septembre 2017. Les personnages historiques comme Coco, Vaness ou M'sé seraient de retour, et entourés par de nouveaux personnages plus d'actualité.
La nouvelle version commence finalement le 11 décembre 2017 sur France 4. Aucune ancienne marionnette n'est finalement revenue, toutes remplacées par les caricatures enfantines de Norman Thavaud, Kev Adams, Rihanna, Louane et Paul Pogba, renommés Normy, Keva, Riha, Loulou et Pog. Un petit chien nommé Hirsute accompagne la nouvelle équipe. Tout comme au premier lancement de l'émission, les Minikeums sont diffusés dans l'après-midi à 16h30.
Le concept de la version 2017 reste proche de celui de la première version : les Minikeums annoncent les programmes à venir et effectuent quelques sketchs, parodies musicales, etc. Tout comme dans la première version et contrairement à MNK, les décors ne sont pas réalisés en image de synthèse[pertinence contestée].
Du 25 janvier au 5 mai, la chaîne rediffuse les sketchs diffusés dans la Saison 1 du 11 décembre 2017 au 24 janvier 2018. L'émission est diffusée le Samedi depuis le 28 avril 2018, mais dans l'après-midi, de 13 h 30 à 16 h 30. Des inédits pour la Saison 2 ont été tournés du 29 mars au 13 avril 2018. La Saison 2 a été diffusée du 7 mai au 27 juin 2018, Riha, Loulou, Pog, Keva, Normy et Hirsute revenant pour des nouvelles aventures. C'est le 23 mai 2018, pour la première fois dans l'histoire des Minikeums, qu'une parodie de publicité fait son apparition dans l'émission. Des autres inédits (toujours pour la saison 2) ont été tournés en septembre 2018 et ont été diffusés du 15 octobre au  13 décembre 2018, avec des épisodes spéciaux d'Halloween pendant deux jours, du 31 octobre au 1er novembre.
Le 4 décembre 2018, dans C'est la flemme, on[Qui ?] peut apercevoir un produit dérivé de la 1re version de l'émission du 31 mars 1993 avec l'ancien logo de France 3 (1992-2002) et l'ancien logo de l'émission[pertinence contestée].
Pour la première fois dans l'histoire de l'émission depuis la création originale[réf. souhaitée], un premier prime intitulé Les Minikeums fêtent Noël a été diffusée sur France 4 le soir du 21 décembre 2018. Cette émission spéciale était constituée de contes parodiques comme Cendriloulou, Reine des bonhommes des neiges, Keva, le petit fanfaron rouge, Pogrinch, Normy & Frankhirsute et d'un clip musical parodiant le célèbre tube de Magic System et Chawki, Magic In The Air (renommé en Noël dans les airs pour l'occasion), le tout entrecoupé par les dessins animés Drôle de lutins, Le Noël des Looney Tunes et Un conte pour en cacher un autre.
Durant la même période (du 24 au 26 décembre), des épisodes spéciaux de Noël ont également été diffusés dans l'émission avec notamment une parodie du Meilleur repas de Noël/Fêtes (émission de M6) et un clip détournant le Petit Papa Noël de Tino Rossi (devenant alors Les petits tracas de Noël)[pertinence contestée].
La Saison 3 a été diffusée sur France 4 du 11 février au 5 juin 2019. Normy, Pog, Riha, Loulou et Hirsute reviennent dans de nouveaux sketchs inédits. Il y aura notamment des parodies musicales et d'émissions. Les sketchs et les clips seront quant à eux mis en ligne avant la diffusion à 18 h 30 sur la chaine YouTube de l'émission. Lors de la semaine du 4 au 8 mars, deux épisodes spécial kermesse ont été diffusés Lundi et Jeudi, et seulement à l'occasion de l'arrivée de Zoo Nursery France, qui a été diffusée juste après l'émission sur France 4[pertinence contestée].
C'est le 27 mars 2019, que pour la première fois dans l'histoire de l'émission, un invité, qui plus est de chair et d'os, fait son apparition[réf. nécessaire]. Il s'agit du chanteur Amir, où le plus grand fan de Riha[Quoi ?] fera un concert privé et chantera : Longtemps et On dirait, extrait de l'album Addictions.
Le 15 mai 2019, dans le sketch Le gospel, un nouveau clin d’œil à la version originale de l'émission est fait : les nouveaux Minikeums reprennent le générique de la 1re version dans une version gospel[réf. nécessaire].
La saison 4 est diffusée sur France 4 dans Okoo à partir du 23 décembre 2019, avec de nouveaux sketchs inédits[réf. souhaitée]. Normy, Pog, Riha, Loulou et Hirsute sont les mêmes depuis la Saison 1. Un nouveau personnage entre dans la nouvelle saison, il s'agit de Tom, un nouveau facteur du quartier, joué par l'acteur Gaël Colin (c'est la première fois qu'un personnage récurrent n'est pas une marionnette et par extension ne soit pas inspiré par une célébrité[réf. souhaitée]). Des guest stars comme Issa Doumbia et Willy Rovelli font également ponctuellement leur apparition, jouant leurs propres rôles[réf. souhaitée].
L'émission renouvelée disparaît de la chaîne après le 27 août 2021.

## Marionnettes
La plupart des marionnettes sont les caricatures, en plus jeunes, de célébrités des années 1990, ou des années 2010 pour la seconde série. Les voici par ordre d'apparition chronologique à l'écran.
- Si vous ne connaissez pas le sujet, laissez ce bandeau (vous pouvez alors contacter les auteurs).
- Si vous supprimez le contenu mis en cause (vous pouvez préalablement contacter les auteurs),

argumentez précisément cette suppression dans la page de discussion
(un manque de référence n'est pas un argument ; une recherche réelle de référence doit avoir été effectuée, être formellement documentée).

### 1993 - 2002
- 7 avril 1993
  - Coco (Antoine de Caunes) : Le Minikeum qui apparaît le plus souvent. Il est malchanceux, peureux, maladroit, râleur, et a plein d'autres défauts qui le rendent pourtant très drôle. Dans les Cinékeums, il joue toujours un rôle d'antihéros, parfois même de méchant (mais plus idiot que vraiment cruel). Malgré ses défauts, Coco est parfois un très bon copain. Il cherche aussi à séduire les filles qui lui tapent dans l'œil (au sens propre comme au sens figuré). C'est la vraie vedette des Minikeums. Les costumes de Coco sont parfois inspirés de ceux que portait Antoine de Caunes dans ses sketches. Coco aura une idylle disparate avec Diva.
  - Diva : Très autoritaire, hautaine et capricieuse, elle se considère comme la "chef" des Minikeums. Elle est secrètement amoureuse de Coco, dans un premier temps, mais elle préférera Gégé par la suite. Dans les Cinékeums, elle joue souvent un rôle de femme fatale. Sa marionnette ne semble pas être inspirée par une célébrité de l'époque.
  - Jojo (Johnny Hallyday) : C'est le lover du groupe ; il est blagueur, chanteur et séducteur. Il est le petit ami officiel de Vaness. Jojo reproduit parfois les phrases et les gestes de son modèle.
  - Nag (Nagui) : Est proche de M'sé; il est blagueur, maladroit, un peu timide et naïf, ce qui le rend attachant, il est aussi très joyeux et amical avec à peu près tout le monde. Il est amoureux de Zaza, qui le lui rend bien. Sa réplique récurrente est : « Ouh là ! » quand il fait une bévue.
  - M'sé (MC Solaar) : Il est énergique et rebelle, il est proche de Nag et adore le rap. C'est le Minikeum que l'on voit le moins, mais il est beaucoup plus présent dans les sketchs.
  - Vaness (Vanessa Paradis) : Petite amie de Jojo et meilleure amie de Zaza. Elle est beaucoup moins prétentieuse et plus gentille que Diva, ce qui lui donne beaucoup de succès auprès des garçons. Elle joue d'ailleurs souvent des rôles de princesse.
  - Le Boss : Un homme mystérieux qu'on voit de dos sur son fauteuil, supposé être le chef des Minikeums lors des débuts de l'émission (le concept a vite été abandonné de même que le personnage).
  - Gratos : Le chat du Boss, lui aussi vite disparu (sa marionnette a toutefois été réutilisée dans le Cinékeum "Pinocchio keum")
- Été 1993
  - Zaza (Elsa) : La cadette des Minikeums. Très juvénile (elle zozote) et candide, elle est la meilleure amie de Vaness. Bernard est tout d'abord son petit ami (voir la chanson 32 juillet), puis les scénaristes lui préféreront Nag. Dans les histoires les plus récentes, Zaza a souvent le premier rôle, grâce à sa personnalité douce mais brave.
  - Bernard (Bernard Pivot) : Intellectuel, il lit souvent des histoires. Il est un peu l'aîné des Minikeums. Il est au départ en couple avec Zaza, avant que celle-ci ne soit avec Nag.
  - Josy (Josiane Balasko) : En contraste avec les autres filles des Minikeums, elle est très masculine. Parfois mégère, écologiste convaincue, Josy a un sérieux tempérament : elle est parfois nerveuse, bagarreuse mais possède un grand cœur et n'hésite pas à prendre la défense de ses amis.
- Noël 1994
  - Léon : Un koala surexcité et turbulent, il est l'animal de compagnie de Josy qui cherche désespérément à l'éduquer.
- Septembre 1996
  - Mamikeum (Mireille Chalvon, Ancienne responsable de l'unité jeunesse de France 3) : La doyenne des Minikeums. Elle se voit parfois attribuer des rôles masculins dans les Cinékeums.
- 1997
  - Les Bogoss Five : Groupe fictif (parodie de boys band) composé de trois membres : Cookie, Vickie et Nickie. S'ils sont bien considérés comme des personnages à part, l'apparence et le caractère de chacun est basé sur, respectivement, Coco, Jojo et Nag. Le groupe sort deux titres, Ma Mélissa (disque d'or en 1997) et C'est Nonoël (en 1998, repris en 2017 par les nouveaux Minikeums).
- Septembre 1997
  - Gégé (Gérard Depardieu) : Il est caustique, actif et séducteur. Il est souvent en duo comique avec Coco, à cause de leurs différences et de leur rivalité (contrairement à Coco, Gégé est un éternel gagnant). Dans les Cinékeums, il joue souvent le rôle du héros.
  - Mamikette (Maïté) : Amatrice de bonne cuisine, ses talents culinaires mettent toutefois à rude épreuve le système digestif de ceux qui goûtent ses plats.
  - Luigi : un crocodile doté d'un accent italien.
  - Patris : un loup gourmand avec un cheveu sur la langue.
  - Riton : une souris d'un naturel rigolard.
  - Francis : un âne (il peut ainsi être appelé Francis l'âne, référence au chanteur Francis Lalanne) pourvu d'un accent anglais
  - Maurice : un canard à la voix nasillarde
  - Leslie : une grenouille amoureuse de la nature
- Septembre 1999
  - Zidou (Zinédine Zidane) : Grand passionné de football.
- 2 mai 2000
  - Annabelle : une jolie vache
  - Jacou : un hibou philosophe
  - Phacosh : un phacochère franchouillard

### 2017 à 2021
- Décembre 2017
  - Keva (Kev Adams) : c'est le grand blagueur de la bande et il a une mauvaise hygiène. Il a une dent contre l'école
  - Riha (Rihanna) : elle aime beaucoup la mode et elle est chanteuse. Comme son idole elle parle souvent anglais (« la diva »).
  - Pog (Paul Pogba) : grand passionné de football et aussi blagueur. Il a un faible pour Loulou. Lorsqu'il n'est pas d'accord, il dit « carton rouge ».
  - Loulou (Louane) : c'est la femme de ménage à tout faire dans le garage de Normy et elle est aussi chanteuse.
  - Normy[17] (Norman Thavaud) : c'est le plus intelligent du groupe, il aime créer des inventions électriques et il adore filmer des vidéos pour faire des tutos. Dans l'épisode Pensées Intimes on apprend que Loulou aurait un béguin pour lui.
  - Hirsute (un chien) : leur animal de compagnie parlant, coquin et à la fois farceur.
- Janvier 2018
  - Nomar (Neymar) : grand passionné de football et cousin brésilien de Normy

## Fiche technique

### Première version (1993-2002)
- Unité de programme jeunesse France 3 : Mireille Chalvon puis Bertrand Mosca puis Ève Baron et enfin Julien Borde
- Conseiller de programme : Marie Guillemain
- Producteur délégué : Laurent Almosnino (Tilt Productions)
- Producteur exécutif : Tilt Productions - Expand Images
- Concept : Patrice Levallois et Arnold Boiseau
- Créateur des marionnettes : Alain Duverne
- Fabrication des marionnettes : Images et Mouvements
- Marionnettistes : Pascal Meunier, Carole Croset, Franck Messin, Sami Adjali, Fanny Delsart, Géraldine Zanlonghi, Sophie Barbier, Quentin Vibet, Véronique Maestracci, Martine Palmer, Cyprien Dugas, Alex Gazzara, Sandrine Furrer, Christian Delsart, Thierry Doléans, Bertil Cazaumayou, Guillaume Michelet, David Patary, Jean-Michel Moutte, Philippe Moutte, Pascale Goubert
- Voix : Gérald Dahan, Lucile Gaut, Laurent Almosnino, Sandrine Alexi, Didier Gustin
- Principal auteur : Jean-Marc Lenglen
- Principaux réalisateurs : Éric Chevalier, Matthieu Bayle, Frank Chiche, Stéphane Subiela, Nicolas Cahen, Pascal Tosi, Pascal Meunier
- Musique : Roddy Julienne et Philippe Almosnino

### Deuxieme version (2017-2021)
- Directrice des programmes de France 4 : Tiphaine de Raguenel
- Directeur des programmes ALP : Julien Magne
- Développement ALP : Delphine Plantive, Geoffroy Donin De Rosière, Sophie Badie
- Directrice de production : Laurence Grattery
- Productrice : Alexia Laroche-Joubert
- Producteur exécutif : Adventure Line Productions
- Producteur artistique : Guillaume Ramain, Julien Dupleix
- Voix : Mathieu Schalk, Julie Victor, Issa Doumbia
- Créateur des marionnettes : Jérôme Clauss
- Fabrication des marionnettes : Moving Puppet
- Marionnettistes : Pascal Meunier, Carole Croset, Franck Messin, Sami Adjali, Fanny Delsart, Géraldine Zanlonghi, Sophie Barbier, Cyril Valade, Annaïc Penon
- Auteurs : Frédéric Journet, Inès Bahri, Olivier Berclaz, Alain Chalumeau, Frank Chiche, Jean-Pierre Dannic, Manu De Arriba, Julien Dupleix, Philippe Husson, Roddy Julienne, Jean-Marc Lenglen, Christophe Pages, Guillaume Ramain, Morgan Riester, Xavier Vaire, Benjamin Ifrah
- Réalisateur : Frank Chiche
- Musique : Roddy Julienne

## Rubriques
Cette section ne s'appuie pas, ou pas assez, sur des sources secondaires ou tertiaires indépendantes du sujet. Le texte peut contenir des analyses inexactes ou inédites de sources primaires.
Pour l'améliorer, ajoutez-en, ou placez des modèles {{Source secondaire souhaitée}} ou {{Source secondaire nécessaire}} sur les passages mal sourcés. (janvier 2024)
Entre 1993 et 2002 (liste non exhaustive) :
- Le Blaganag avec Nag, qui racontait ses pires blagues.
- Brouillon de Culture avec Bernard, parodie de Bouillon de Culture, mais véritable rubrique littéraire pour la jeunesse qui présentait de vrais livres.
- La Taratatouille avec Nag et Coco, puis plus tard Mamikette et Coco, parodie d'émission culinaire.
- Zaza Conseil avec Zaza, qui jouait les conseillers(ères) d'orientation professionnelle.
- Les Grosses Excuses de Nag avec Nag qui justifiait des retards systématiques de façon invraisemblable.
- La Vie des mots, avec Bernard qui jouait à faire de l'étymologie.
- Cocorripilons nos amis, où Coco explique ses techniques pour exaspérer le plus possible son entourage.
- Poète-Poète, avec Coco qui improvisait des poèmes bien à lui.
- Les Troubakeums avec Coco et Josy qui décrivaient des livres.

### Sketchs entre 2017 et 2021

#### Première saison (2017-2018)
La Saison 1 a été diffusée pour la première fois du 11 décembre 2017 au 24 janvier 2018, dont des épisodes spéciaux de Noël et pour une session de 64 sketches.

#### Deuxième saison (2018)
La Saison 2 a été diffusée pour la première fois du 7 mai au 27 juin, et du 15 octobre au 26 décembre 2018, dont des épisodes spéciaux d'Halloween et de Noël pour une session de 85 sketches.

#### Troisième saison (2019)
La Saison 3 a été diffusée pour la première fois du 11 février au 5 juin 2019, puis du 21 octobre au 1er novembre 2019, dont un prime, des épisodes spéciaux de Noël et pour une session de 99 sketches. Cependant, les premiers épisodes (spéciaux de Noël) ont été diffusés lors du prime intitulé Les Minikeums fêtent Noël le 21 décembre 2018.

#### Saison 4 (2019-2020)
La Saison 4 est diffusée pour la première fois du 23 décembre au 27 décembre 2019 puis depuis le 10 février 2020 et présente un nouveau personnage récurrent (Tom le facteur) joué en chair et en os par Gaël Colin et des guest stars comme Issa Doumbia et Willy Rovelli.

#### Saison 5 (2020-2021)
La Saison 5 est diffusée pour la première fois du 23 novembre 2020 au 27 août 2021 sur la plateforme France Télévisions et Okoo avant que France 4 n'exploite ses épisodes durant l'année 2021.

### Parodies
Entre 1993 et 2002 puis entre 2017 et 2021 (liste non exhaustive) :
Cette section ne s'appuie pas, ou pas assez, sur des sources secondaires ou tertiaires indépendantes du sujet. Le texte peut contenir des analyses inexactes ou inédites de sources primaires.
Pour l'améliorer, ajoutez-en, ou placez des modèles {{Source secondaire souhaitée}} ou {{Source secondaire nécessaire}} sur les passages mal sourcés. (janvier 2024)
- Questions sous un lampion (parodie de Questions pour un champion)
- Faciladodo (parodie de Fa Si La Chanter)
- Bonne nuit les p'tits keums (parodie de Bonne nuit les petits)
- Amour, Passion et Mal de mer
Amour, Passion et Blouse blanche
Amour, Passion et Coup de soleil
Amour, Passion et Boule de neige (parodies de Amour, Gloire et Beauté)
- Star Keum (parodie de Star Trek)
- Les Doigts dans le nez (parodie de C'est pas sorcier)
- Fort Bobard (parodie de Fort Boyard)
- Les Mystères de l'étrange (parodie de X-Files)
- Bonjour les yeux (parodie de Plein les yeux)
- Attends voir (parodie de Va Savoir)
- Les Aventures de O'Cock détective (parodie de Tintin et le Mystère de la Toison d'or)
- Tassalélo (parodie de Thalassa)
- Le Cinquième Aliment (parodie du Cinquième Élément)
- Les Minikeums d'or (parodie des Sept d'or)

Depuis 2017 :
- Battle de vannes (parodie de On n'demande qu'a en rire)
- Le meilleur pâtissier (parodie elle-même de l'émission sur M6)
- Keums United (parodie des Kids United)
- La mini guerre des étoiles (parodie de Star Wars)
- Fort garage (parodie de Fort Boyard)
- Improbable talent (parodie de La France a un incroyable talent)
- Keums Lanta (parodie de Koh-Lanta)
- Les keums vengeurs (parodie des Avengers)
- Danse avec la star (parodie de Danse avec les stars)
- Mission impossible (parodie de Mission impossible)
- SOS Pog (parodie de SOS : Ma famille a besoin d'aide)
- Oui chef ! (parodie de Cauchemar en cuisine)
- Riha, reine des bonhommes de neige (parodie de La Reine des neiges)
- Keva, le petit fanfaron rouge (parodie de Le Petit Chaperon rouge)
- Cendriloulou (parodie de Cendrillon)
- Normy & Frankhirsute (parodie de Frankenstein)
- Le Pog'rinch (parodie du Grinch)
- Le repas de Noël (parodie du meilleur repas de Noël/Fêtes)
- Le délégué du garage (parodie de l'Élection présidentielle en France, Élections législatives en France et Élections municipales en France)
- La carte aux trésors (parodie de l'émission sur France 3)
- Tarte quiz (parodie de Burger Quiz)
- Le temps perdu (parodie de Sherlock Holmes)
- Spider Keva (parodie de Spider Man)
- Ronge-moi si tu peux (parodie de Séduis-moi si tu peux !)
- La fête des voisins (parodie de Nos chers voisins)
- Moi, moche et gentil (parodie de Moi, moche et méchant)

### Cinékeum
La période du Cinékeum est partagée en deux saisons.
Cette section ne s'appuie pas, ou pas assez, sur des sources secondaires ou tertiaires indépendantes du sujet. Le texte peut contenir des analyses inexactes ou inédites de sources primaires.
Pour l'améliorer, ajoutez-en, ou placez des modèles {{Source secondaire souhaitée}} ou {{Source secondaire nécessaire}} sur les passages mal sourcés. (janvier 2024)

#### Saison 1: contes populaires
- Peter Keum Pan Pan (reprise de Peter Pan)
- Aladdin et la magikeum lampe (reprise d'Aladin ou la Lampe merveilleuse)
- Aladdin et Aminessa 1 & 2
- Blanche-Vaness et les sept petits keums (reprise de Blanche-Neige)
- Les Chevaliers de la Table carré (reprise de la légende arthurienne)
- Le Petit Chaperon rouge Minikeum (reprise du Petit Chaperon rouge)
- La Perle de lune (d'après un conte chinois)
- Pinocchio keum (reprise de Pinocchio)
- Qui es-tu Nonoël ?
- Le Beau keum au bois dormant (reprise de La Belle au bois dormant)
- Cendrillon au pays des keums (reprise de Cendrillon)
- La Belle et la Minikeum Bête (reprise de La Belle et la Bête)
- La Princesse et la Grenouille (reprise de La Princesse-Grenouille)
- Le Petit Poucet Minikeum (reprise du Petit Poucet)
- Opération Barbe-Bleue 1 et 2 (reprise de La Barbe bleue)
- Naguin des Bois (reprise de Robin des Bois)
- La Minikeum Sirène (reprise de La Petite Sirène)
- Robin des Sapins

#### Saison 2: films
- Vol Airkeum 13:13 en danger (reprise de Y a-t-il un pilote dans l'avion ?)
- Naufrage sur l'Atlantikeum (reprise de Titanic)
- L'Espion qui cherchait l'amour (reprise de L'Espion qui m'aimait)
- Intrigues à Venise
- Les Deux Mousquetaires (reprise des Trois Mousquetaires)
- La Machine à voyager dans le temps (reprise de La Machine à explorer le temps)
- Frankeumstein (reprise de Frankenstein)
- La Légende du samouraï d'or
- Tarznag (reprise de Tarzan)
- Drakkar dans la brume
- Il était une fois à Chicago
- Superkeum (reprise de Superman)
- Zorro le justicier masqué (reprise du Masque de Zorro)
- Le Bossu et la Gitane (reprise du Bossu de Notre-Dame)
- Un Indien nommé « Plume de Cheval »
- Brandy Lover
Brandy Lover contre les Golops (reprises d'Austin Powers)
- Attention fantômes (reprise de SOS Fantômes)
- Le Motel de la peur (reprise de Psychose, L'Auberge rouge et Massacre à la tronçonneuse)
- La GueGuerre de l'espace (reprise de Star Wars)
- Docteur Cokyll et Mister Cokyde (reprise de Docteur Jekyll et M. Hyde)
- Panikeum sur l'an deux mille
- Le trésor des pirates (reprise de L'Île aux pirates)
- Les 12 travaux de Jojoris
- Les Keum Files 1 & 2
- Les Aventures de Tarznag 1 & 2

## Média
La chanteuse japonaise MEG reprend en 2011 la musique Ma Mélissa chantée dans l'émission.

### Albums
| 1.  | Minikeums Generation        | 3:55 |
| 2.  | Pas comme as                | 3:41 |
| 3.  | Pas Touche Pas (Ma Planete) | 3:31 |
| 4.  | Chevalier Magique           | 3:49 |
| 5.  | La Faute au Grok 'n Roll    | 2:35 |
| 6.  | Frères de Sang              | 3:51 |
| 7.  | 32 juillet                  | 3:25 |
| 8.  | Black Blanc Beur            | 4:15 |
| 9.  | Les Eluco Coco Brations     | 4:21 |
| 10. | La Raplaplat                | 3:27 |
| 11. | Funkoraporock               | 4:10 |
| 12. | Kayou                       | 4:30 |
| 13. | Divagation                  | 4:52 |
| 14. | L'Amour Au Maximum          | 4:28 |

| 1.  | Sois Hip, Sois Hop (Stop La Clope)                          | 3:19 |
| 2.  | Ma Melissa                                                  | 3:11 |
| 3.  | Nonoel                                                      | 4:01 |
| 4.  | Brandolph va-t-il trouver l'amour ?                         | 3:32 |
| 5.  | Nan-Nan Dance                                               | 3:31 |
| 6.  | Aminessa                                                    | 3:37 |
| 7.  | L'eau, le feu, le vent                                      | 2:58 |
| 8.  | Bougon Rap                                                  | 1:58 |
| 9.  | Tranquille                                                  | 3:38 |
| 10. | Les Concernes                                               | 0:50 |
| 11. | On est comme on est                                         | 1:38 |
| 12. | La Sirene                                                   | 2:14 |
| 13. | On va la Gagner !                                           | 3:33 |
| 14. | Minikeum Génération                                         | 3:04 |
| 15. | Nonoel (version instrumentale)                              | 4:01 |
| 16. | Brandolph va-t-il trouver l'amour ? (version instrumentale) | 3:32 |
| 17. | Ma Melissa (version instrumentale)                          | 3:11 |

### Singles
- Minikeums Génération (R. Julienne, Expand Music)
- Ma Melissa (R. Julienne, Expand Music)
- Aminessa (Jean-Marc Lenglen, R. Julienne)
- Nonoël (R. Julienne, Expand Music)
- Brandolph va-t-il trouver l'amour ? (R. Julienne, Expand Music)
- On va la gagner (R. Julienne, Expand Music)
- Qu'est ce qu'on va faire cet été ? (R. Julienne, Expand Music)
- Sois Hip, sois Hop (Stop la clope) (R. Julienne, Expand Music)

## Voix
Les Minikeums ont commencé avec les voix de Gérald Dahan, Laurent Almosnino et Lucile Gaut. Celle-ci fut remplacée à partir de courant 1994 (mais sera encore créditée jusqu'en 1996 car ses anciens enregistrements continuaient vraisemblablement à être utilisés) par Sandrine Alexi, qui assurera la quasi-totalité des voix féminines jusqu'à la période MNK où d'autres comédiennes vinrent s'ajouter. Didier Gustin remplaça Gerald Dahan à partir de septembre 1998 mais ce dernier resta toutefois présent au générique jusqu'en 2000, sans doute parce que d'anciens sketches avec sa voix continuaient à être diffusés, et c'est également Dahan qui reprit le rôle de Coco pour les interludes des émissions spéciales diffusées entre 2006 et 2009.

Pour la reprise de 2017, le casting vocal a été totalement renouvelé, les anciens personnages n'étant pas présents. Seul Roddy Julienne continue à participer aux chansons.
Première version
- Gérald Dahan : Coco / Nag / Jojo / Bernard / Gégé / Mamikette / Patris / Luigi / Riton / Francis / Maurice (1re voix)
- Lucile Gaut : Diva / Vaness' / Zaza / Josy (1re voix)
- Didier Gustin : Coco / Nag / Jojo / Bernard / Gégé / Mamikette / Patris / Luigi / Francis / Maurice (2de voix) / Zidou / Jacou / Phacosh
- Sandrine Alexi : Diva / Vaness' / Zaza / Josy (2de voix) / Léon / Mamikeum / Leslie / Annabelle
- Laurent Almosnino : M'sé (1re voix) / Riton (2de voix)
- Virginie Méry : Voix additionnelles (Période "MNK")
- Barbara Tissier : Voix additionnelles (Période "MNK")
- Valérie Siclay : Voix additionnelles (Période "MNK")
- Roddy Julienne : Nag (voix chantée principale)
- Marjorie Savino : Vaness (voix chantée de remplacement)

Seconde version
- Mathieu Schalk : Keva / Normy
- Julie Victor : Riha / Loulou / Hirsute
- Issa Doumbia : Pog
- Roddy Julienne : Pog (voix chantée principale)

## Récompenses
Les Minikeums ont remporté trois fois le Sept d'or de la meilleure émission d'animation et de jeunesse : en 1997, 1998 et 2000.